# Wappen von La Gomera

Wappen von La Gomera seit 25. Juni 1999

Das Wappen von La Gomera wurde am 25. Juni 1999 durch eine Anordnung der Inselpräsidentschaft offiziell festgelegt, nachdem das Plenum des Inselparlaments seine Beschreibung am 4. Dezember 1998 angenommen und die Heraldikkommission der Autonomen Gemeinschaft der Kanarischen Inseln diese am 11. März 1999 gebilligt hatte. Diese Anordnung wurde am 2. August 1999 im Boletín Oficial de Canarias veröffentlicht.

## Beschreibung
In der Heraldik werden die Bezeichnungen rechts und links grundsätzlich aus der Sicht der Person verwendet, die den Schild vor sich her tragen würde, also entgegengesetzt zur Sicht des Betrachters.
Im roten Wappenschild stehen pfahlweise zwei goldene Kessel. Der Schild ist von einem ebenfalls roten, durch einen goldenen Faden abgegrenzten Rand umgeben, der mit 12 goldenen Schalen belegt ist, die 4:2:2:4 angeordnet sind. Auf dem Schild liegt eine offene, perlenbesetzte Grafenkrone.

## Historische Herkunft der Wappenbestandteile
Dieses Wappen ist das Wappen der Familie Herrera, die durch die Heirat von Diego García de Herrera (*um 1420 in Burgos; †22. Juni 1485 in Betancuria) mit der Titelerbin Inés Peraza die Herrschaft über alle Kanarischen Inseln erwarb. 1477 schloss er mit der spanischen Krone einen Vergleich, in dem Gran Canaria, La Palma und Teneriffa an die Krone fielen, El Hierro, Fuerteventura, La Gomera und Lanzarote aber unter den Herrera verblieben. Am 18. Juni 1670 schuf Regentin Maria Anna von Österreich für Juan Bautista de Herrera y Ponte die Grafschaft La Gomera. Der Grafentitel verblieb in der Familie Herrera bis 1794. Die Kessel und Schalen symbolisieren den Reichtum eines adeligen Haushalts.